# Theun van Dam
Theunis (Theun) van Dam (Amsterdam, 21 januari 1940) is een Nederlands politicus van de PvdA.
Vanaf 1963 was hij beroepskeuzeadviseur en in 1970 werd hij gemeenteraadslid/wethouder in de gemeente Zaandam. In 1974 ging die gemeente op in Zaanstad waarna hij daar wethouder werd. In september 1988 volgde zijn benoeming tot burgemeester van Purmerend wat hij tot eind 2002 zou blijven toen hij vervroegd met pensioen ging. Dat was echter nog niet het einde van zijn burgemeesterscarrière want vanaf februari 2003 was hij nog ruim een half jaar waarnemend burgemeester van Velsen. Het Van Damplein in Purmerend is naar hem vernoemd. 